# Kirlian Camera (EP)
Kirlian Camera è il primo EP  e prima pubblicazione ufficiale del gruppo musicale italiano Kirlian Camera, pubblicato dalla Italian Records nel 1981.

## Tracce
Lato A
1. News – 3:38 (Angelo Bergamini)
2. No One Notice Them – 4:55 (Simona Buja)

Lato B
1. Rays – 6:35 (Angelo Bergamini)
2. NAutumn Room – 5:20 (ngelo Bergamini)